# Karstu fornborgs hällmålning
Karstu fornborgs hällmålning (finska: Karstun Linnanmäen kalliomaalaus) är en omstridd förhistorisk hällmålning i byn Karstu i Lojo, Nyland. Målningen ligger på nordöstra sidan av Lojo sjö, på bergssidan av fornborgen. Den motivlösa målningen upptäcktes under en inventeringsresa som anordnades av Helsingfors universitets arkeologistudenters förening, Fibula, år 1991. Resorna leddes av Petri Pesonen.

## Borgen och dess läge
Fornborgen ligger i slutet av den långa Karstuviken, cirka 500 meter från stranden. På grund av sin branta terräng och sitt utseende som en försvarsborg kallas den för en borg, även om inga faktiska försvarsanläggningar har hittats. De södra sluttningarna är branta, delvis på grund av lodräta klippväggar. På en av dessa väggar hittades spår av röd färg.

## Målningen
Målningen är belägen på en klippvägg vid kanten av ett vattenflöde, cirka tre meter ovan marken. Det röda färgspåret är vertikalt och verkar vara utan motiv. Vattenflödet avgränsar fläcken från vänster och kan ha förstört en eventuell målning. Placeringen av det röda färgspåret på stenens yta kan vara en naturlig färgning, men eftersom det är den enda färgningen på platsen tros det vara människoskapat.
Eftersom den röda färgen är så högt upp måste den ha målats från en stege när det fanns jord framför klippan, eller genom att klättra upp längs klippans kanter. Ett annat alternativ är att den målades från en båt på vattenytan eller på isen, när havsvattnet stod högre än i dag. Målningen granskades av Museiverket år 2000. Vid inspektionen enades man om att det rör sig om en äkta hällmålning, men motivet kunde inte fastställas.